# Cengkong (Purwasari)
Cengkong is een bestuurslaag in het regentschap Karawang van de provincie West-Java, Indonesië. Cengkong telt 11.439 inwoners (volkstelling 2010).